# Giù la testa... hombre!
Giù la testa... hombre! è un film del 1971, diretto da Demofilo Fidani.

## Trama
Il tenente delle guardie federali, Macho Callaghan, viene incaricato di catturare Butch Cassidy e Testa di Ferro con la loro banda. Macho si mette in contatto con quest'ultimo, facendosi passare per un bandito.